# 咸鏡南道 (日本統治時代)
咸鏡南道（かんきょうなんどう、ハムギョンナムド）は、日本統治時代の朝鮮の行政区画の一つ。現在の朝鮮民主主義人民共和国（北朝鮮）の咸鏡南道と江原道の一部、両江道を合わせた地域にあたる。道庁は咸興に置かれた。

## 概要
朝鮮の東北部、咸鏡道地方の西南側にあたり、東北に咸鏡北道、南に江原道、南西に黄海道、西に平安南道・平安北道に接する。北には鴨緑江上流部を隔てて満洲と隣接する。最北端に白頭山を擁する。道の北部は蓋馬高原が広がる。
1930年代以降、大規模なダム建設による電力資源開発と、沿海部の工業化が進められた。

## 人口
昭和11年現住戸口調査より
- 総人口　1,602,178人
  - 内訳
    - 内地人　51,052人
    - 朝鮮人　1,544,883人
    - その他　6,243人

## 行政区分
昭和20年（1945年）当時

### 府
- 咸興府
- 元山府
- 興南府

### 郡
- 咸州郡
  - 下岐川面、上岐川面、下朝陽面、上朝陽面、岐谷面、川西面、川原面、州西面、州北面、三平面、朱地面、連浦面、徳山面、東川面、退潮面、宣徳面
- 定平郡
  - 定平面、広徳面、帰林面、新上面、文山面、朱伊面、高山面、長原面
- 永興郡
  - 永興邑、長興面、徳興面、鎮坪面、憶岐面、順寧面、虎島面、古寧面、仁興面、宣興面、横川面、耀徳面
- 高原郡
  - 高原邑、上山面、郡内面、水洞面、山谷面、雲谷面
- 文川郡
  - 川内邑、徳源面、文川面、北城面、雲林面、明亀面、豊上面、豊下面
- 安辺郡
  - 安辺面、安道面、培花面、瑞谷面、釈王寺面、新高山面、新茅面
- 洪原郡
  - 洪原邑、景雲面、龍源面、普賢面、雲鶴面、三湖面、龍浦面
- 北青郡
  - 北青邑、新浦邑、新昌邑、新北青面、居山面、俗厚面、陽化面、厚昌面、佳会面、徳成面、下車書面、上車書面、星垈面、泥谷面
- 利原郡
  - 遮湖邑、利原面、東面、南松面
- 端川郡
  - 端川邑、福貴面、何多面、水下面、利中面、広泉面、北斗日面、南斗日面、新満面
- 新興郡
  - 新興面、加平面、元平面、西古川面、永高面、上元川面、下元川面、東上面
- 長津郡
  - 長津面、中南面、西閑面、上南面、東門面、東下面、北面
- 豊山郡
  - 豊山面、熊耳面、安水面、川南面、安山面
- 三水郡
  - 三水面、襟水面、好仁面、新坡面、自西面、三西面、館興面
- 甲山郡
  - 甲山面、山南面、鎮東面、会麟面、同仁面
- 恵山郡
  - 恵山邑、別東面、雲興面、鳳頭面、普天面、大鎮面

## 歴代咸鏡南道知事（道長官を含む）
1919年8月以前は「咸鏡南道長官」。
| 氏名       | 在任期間                        | 備考                          |
| ---------- | ------------------------------- | ----------------------------- |
| 申応熙     | 1910年10月1日 - 1918年9月23日   | 咸鏡南道長官                  |
| 李圭完     | 1918年9月23日 - 1924年12月1日   | 1919年8月より「咸鏡南道知事」 |
| 金寛鉉     | 1924年12月1日 - 1926年8月14日   |                               |
| 中野太三郎 | 1926年8月14日 - 1929年1月21日   |                               |
| 馬野精一   | 1929年1月21日 - 1929年12月11日  |                               |
| 松井房治郎 | 1929年12月11日 - 1930年11月12日 |                               |
| 関水武     | 1930年11月12日 - 1933年8月4日   |                               |
| 萩原彦三   | 1933年8月4日 - 1935年2月4日     |                               |
| 湯村辰二郎 | 1935年2月4日 - 1936年10月16日   |                               |
| 笹川恭三郎 | 1936年10月16日 - 1940年9月2日   |                               |
| 新貝肇     | 1940年9月2日 - 1941年5月31日    |                               |
| 丹下郁太郎 | 1941年5月31日 - 1942年4月7日    |                               |
| 瀬戸道一   | 1942年4月7日 - 1943年12月1日    |                               |
| 柳生繁雄   | 1943年12月1日 - 1945年2月14日   |                               |
| 岸勇一     | 1945年2月14日 -                 | 日本統治下最後の知事          |

## 法院（裁判所）
昭和16年（1941年）当時
- 咸興地方法院
- 咸興地方法院元山支庁
- 咸興地方法院北青支庁
- 咸興地方法院恵山支庁

## 刑務所
昭和16年（1941年）当時
- 咸興刑務所
- 咸興刑務所元山刑務支所

## 警察
昭和2年（1927年）当時
- 咸鏡南道警察部
  - 咸興警察署
  - 元山警察署
  - 定平警察署
  - 永興警察署
  - 高原警察署
  - 文川警察署
  - 安辺警察署
  - 洪原警察署
  - 北青警察署
  - 利原警察署
  - 端川警察署
  - 新興警察署
  - 豊山警察署
  - 三水警察署
  - 甲山警察署
  - 恵山警察署
  - 好仁警察署

### 憲兵警察制度下における憲兵部隊
大正4年（1915年）当時
- 咸興憲兵隊
  - 咸興憲兵分隊
  - 高原憲兵分隊
  - 元山憲兵分隊
  - 北青憲兵分隊
  - 端川憲兵分隊
  - 甲山憲兵分隊
  - 恵山鎮憲兵分隊
  - 長津憲兵分隊

## 税務
昭和16年（1941年）当時

### 税務署
- 元山税務署
- 咸興税務署

### 税関
- 羅津税関元山税関支署

## 林政
昭和16年（1941年）当時
- 咸興営林署
- 恵山鎮営林署

## 専売局
昭和16年（1941年）当時
- 京城地方専売局咸州出張所

## 気象
昭和17年（1942年）当時
- 元山測候所
- 咸興測候所

## 高等教育機関
- 咸興医学専門学校

## 日本軍駐屯地
昭和11年（1936年）の平時編制
- 永興湾要塞司令部（永興郡）
- 歩兵第37旅団（咸興府）
- 歩兵第74連隊（咸興府）

## 鉄道
昭和20年（1945年）の路線

### 総督府鉄道
- 平元線
- 京元線
- 咸鏡線
- 東海線
- 北青線
- 恵山線
- 川内里線
- 利原鉄山線
- 遮湖線

### 私鉄
- 新興鉄道長津線
- 新興鉄道松興線
- 新興鉄道興南線
- 端豊鉄道
- 朝鮮マグネサイト開発鉄道
- 元山北港株式会社線

## 道路
昭和2年（1927年）当時

### 一等道路
- 京城元山線
- 平壌元山線
- 元山会寧線

### 二等道路
- 新安州咸興線
- 義州恵山鎮線
- 咸興黄水院線
- 咸興慈城線
- 咸興西湖津線
- 長津満浦鎮線
- 長津恵山鎮線
- 元山襄陽線
- 元山楚山線
- 恵山鎮茂山線
- 北青甲山線
- 北青新浦線
- 永興柳島線
- 城津恵山鎮線

## 港湾
昭和6年（1931年）当時

### 開港
- 元山港

### 地方港
- 西湖津港
- 新浦港
- 新昌港
- 遮湖港
- 汝海津港
- 前津港
- 退潮港

## 鉱山
- 長興鉱山（黒鉛）
- 咸興炭鉱
- 文川炭鉱
- 利原鉄山

## 神社
- 咸興神社
- 元山神社
- 安辺神社

## 企業
道内に本社を有する資本金50万円以上の企業である（昭和15年・1940年当時）

### 鉱業
- 日本マグネシウム金属
- 鮮満鉱業
- 新光鉱山

### 製造業
- 朝鮮窒素肥料
- 朝鮮窒素火薬
- 北鮮製鋼所
- 東海醸酒
- 北鮮酒造
- 咸興護謨

### 運輸業
- 新興鉄道
- 北鮮交通
- 咸南倉庫

### 卸売小売業
- 北鮮米油
- 咸南合同木材

### 金融業
- 咸南無尽

### 不動産業
- 元山土地建物

## マスメディア

### ラジオ放送局
昭和20年（1945年）8月当時
- 朝鮮放送協会咸興放送局（呼出符号：JBDK）
- 朝鮮放送協会元山放送局（呼出符号：JBJK）

### 日本語新聞
昭和16年（1941年）当時
- 朝鮮時事新報
- 元山毎日新聞

## 出身有名人
この時代に生まれ育つか、または活躍した者を掲載
- 李東煥（駐日韓国代表部首席代表）
- 羅雲奎（映画監督）
- 後藤明生（小説家）
- 李浩哲（小説家）
- 力道山（プロレスラー）
- 李仁模（韓国の非転向長期囚）